# La Tour-de-Sçay
La Tour-de-Sçay – miejscowość i gmina we Francji, w regionie Burgundia-Franche-Comté, w departamencie Doubs.
Według danych na rok 1990 gminę zamieszkiwało 219 osób, a gęstość zaludnienia wynosiła 25 osób/km² (wśród 1786 gmin Franche-Comté La Tour-de-Sçay plasuje się na 528. miejscu pod względem liczby ludności, natomiast pod względem powierzchni na miejscu 512.).